# Ортутьова
Ортутьова (словац. Ortuťová) — село в Словаччині, Бардіївському окрузі Пряшівського краю. Розташоване в північно-східній частині Словаччини в Низьких Бескидах. Протікає річка Цернінка.
Вперше згадується 1414. Населене українцями, але після Другої світової війни — під загрозою переселення в УССР — абсолютна більшість селян переписалася на словаків.
В селі є греко-католицька церква св. Архангела Михаїла з 1840—1842 рр. збудована в стилі класицизму.
Із села походить перший єпископ Американської Карпато-Русинської Церкви Вселенської патріархії Орест (Чорняк).

## Населення
| Рік:            | 1993 | 2003    | 2013     | 2023     |
| --------------- | ---- | ------- | -------- | -------- |
| Кількість осіб: | 204  | 207     | 166      | 222      |
| Різниця:        |      | +1,47 % | -19,80 % | +33,73 % |

| Рік:            | 2022 | 2023    |
| --------------- | ---- | ------- |
| Кількість осіб: | 214  | 222     |
| Різниця:        |      | +3,73 % |

Село має 162 мешканці.
Національний склад населення (за даними останнього перепису населення — 2001 року):
- словаки — 78,90 %
- цигани — 13,76 %
- русини — 4,13 %
- українці — 2,75 %
- чехи — 0,46 %

Склад населення за приналежністю до релігії станом на 2001 рік:
- греко-католики — 83,94 %,
- римо-католики — 9,63 %,
- протестанти — 0,92 %,
- православні — 0,92 %,
- не вважають себе віруючими або не належать до жодної вищезгаданої церкви — 4,13 %